# Kiot

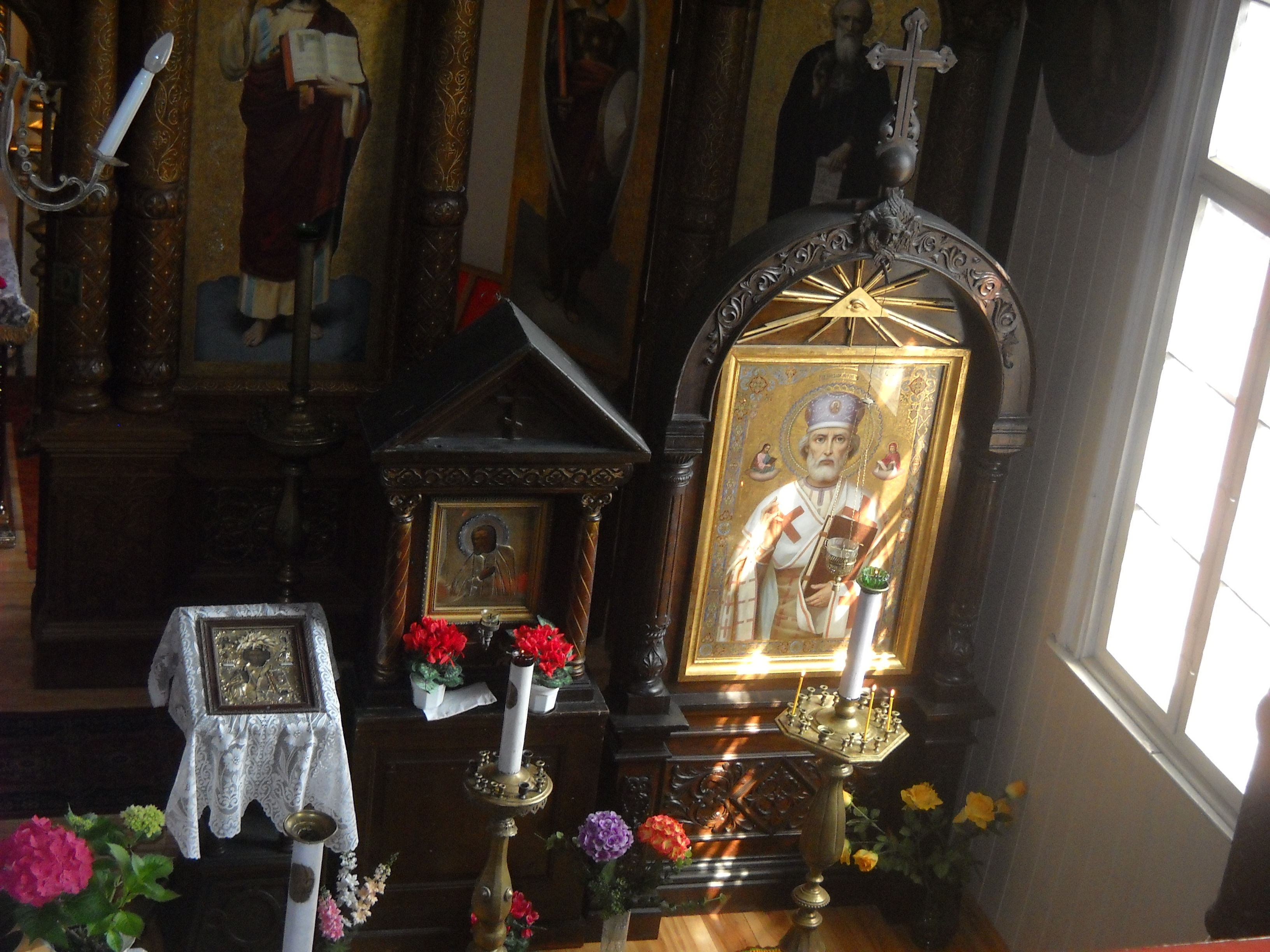
Ikony w kiotach w cerkwi św. Mikołaja w Toruniu

Kiot, także kiwot (z gr. κῑβωτός) – ozdobna przeszklona rama lub płytka szafka, w której umieszczona jest ikona, wykonana z drewna. W jednym kiocie może znajdować się jedna ikona lub kilka mniejszych wizerunków.

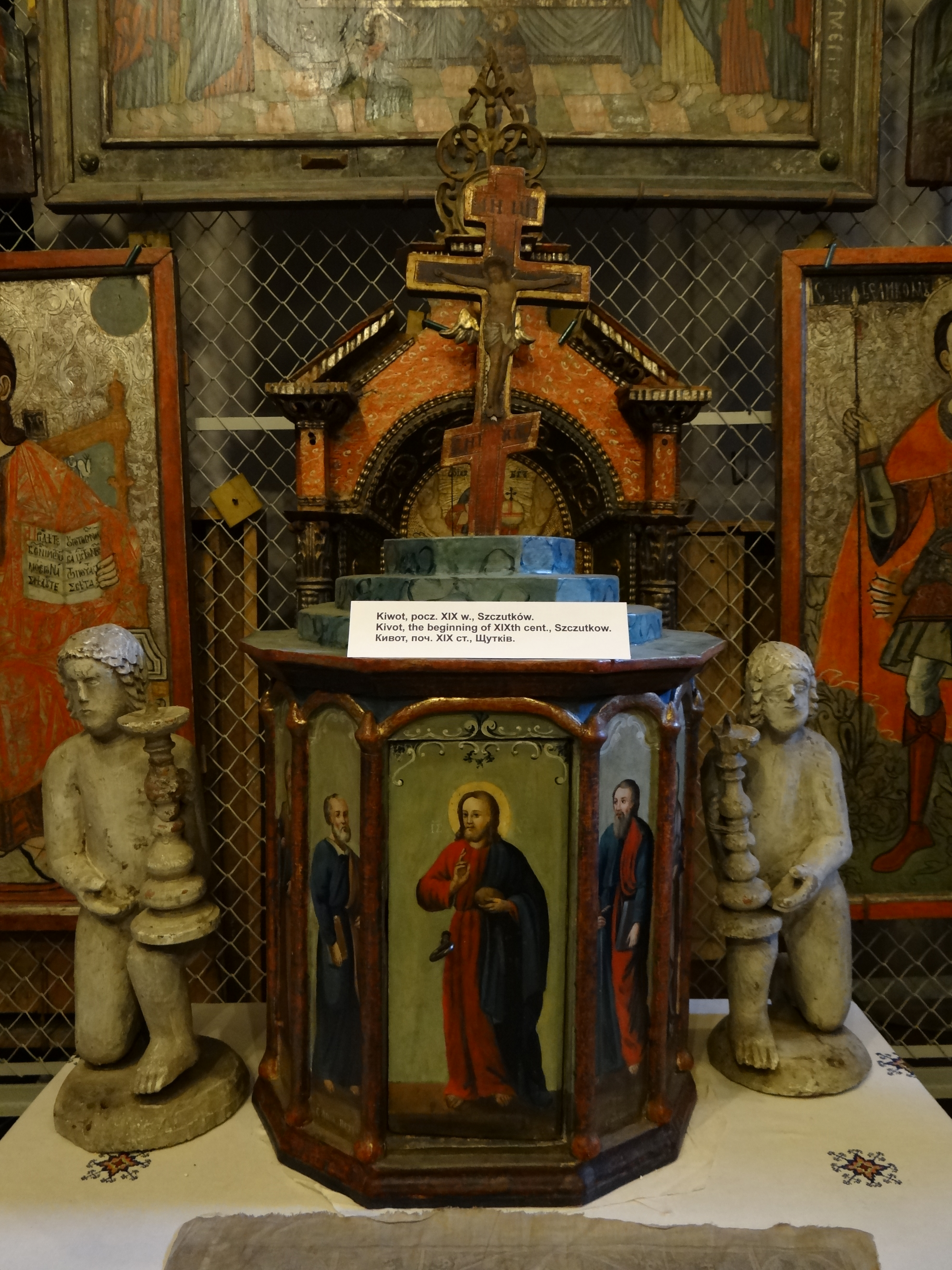
Kiwot w Muzeum-Zamek w Łańcucie

Kioty wystawiane w cerkwiach z reguły są bogato zdobione i rzeźbione. Tradycyjnie w kiocie po południowej stronie cerkwi znajduje się ikona patrona danej świątyni. Kioty z ikonami mogą być wystawiane także w domach. Tradycyjnie miejscem ich eksponowania jest wschodni róg głównego pomieszczenia w domu – piękny kącik (ros. krasnyj ugoł).